# Коктел хаљина
Коктел хаљина је хаљина прикладна за полуформалне прилике, које се понекад називају коктелима, обично касно поподне, и обично са додацима.
Након Првог светског рата идеја о "радној жени" постала је популарна. После 1929. било је чешће видети жене у друштвеном контексту. Уз помоћ ослободилачких организација почела је да се јавља идеја о „савременој жени“, а убрзо се „жена која пије“ могла видети у пословним окружењима.  Компаније су све чешће организовале коктеле како би имале забавно окружење за дружење запослених и купаца. Ови догађаји су обично почињали после 17:00  Пошто се од гостију очекује да шетају и упознају људе, одећа направљена за ове прилике је често функционална и удобна. Ова практична и модерна одећа постала је популарна униформа за прогресивне елитне жене 1920-их. 

## Историја

### 19. век
Хаљина за вечеру је била хаљина која се носила у викторијанско доба за вечере и забаве код куће. Могла је бити веома сложена, али је често имала дуге рукаве и уску сукњу како би се разликовала од вечерњих хаљина. У 20. веку, међутим, хаљине за вечеру су изашле из моде и замењене су вечерњим хаљинама за свечане вечере.

### 20. век
Током 1920-их, клијентела француске моде састојала се углавном од америчких робних кућа које су репродуковале француске дизајне и промовисале француске дизајнере. То је навело француске дизајнере да креирају хаљине које ће се допасти америчким купцима.  Пошто су коктел журке настале у Сједињеним Државама, француски дизајнери су креирали сопствену верзију коктел хаљине. Међутим, за разлику од строгих, професионалних кројева хаљина у америчком стилу, Французи су дизајнирали много опуштеније и слободно тече пиџаме за плажу,   које се састоје од свиленог топа и палазо панталона, обично упарене са омотом дужине до средине телета јакна или корице.  Ова одећа се обично носила за ексклузивнија и интимнија окупљања. Француски стил је ценио једноставност и елеганцију у свом дизајну, док су амерички стилови ценили функционалност и ефикасност. Амерички клијенти су желели једну хаљину која се може модификовати тако да стане неколико пута дневно уз употребу додатака.  Тканина хаљине и да ли је ношена са коктел шеширом разликовали су дневну хаљину од коктел хаљине.  До средине 1920-их, рубови хаљина су били мало испод колена, а не до глежња, што је било уобичајеније за вечерње хаљине. 

#### Велика депресија
Да би узели у обзир финансијску кризу, дизајнери као што је Мјуријел Кинг нагласили су важност додатака тако што су дизајнирали једноставне хаљине,  што је такође помогло тржишту накита, шешира, рукавица и др. Након краха на Волстриту 1929., приватне коктел журке постале су популарније од корпоративних окупљања, пошто луксузни начин живота више није био модеран. Ова елитна окупљања су помогла успону свакодневне моде. 

#### После Другог светског рата
После Другог светског рата, Диор је изашао са „новим изгледом“, који се састојао од уског струка, дугих поруба и широких сукњи. Овај стил је ласкао женској силуети и створио романтичну ауру око естетике.  Пошто су коктел забаве биле толико популарне, амерички дизајнери као што је Ен Фогарти почели су да креирају коктел хаљине које су се вртеле око „новог изгледа“ користећи мање скупе тканине.  Француски дизајнери, као што су Диор и Жак Фат, видели су велико тржиште коктел хаљина и почели да дизајнирају хаљине за америчке робне куће. 
Са све већом изводљивошћу и популарношћу путовања авионом, француске коктел хаљине постале су популарне широм света.  Док су Францускиње путовале у богате одмаралишта, дизајн њихових коктел хаљина ширио се међу америчком елитом. Док се француска мода ослањала на путовања и америчке робне куће, амерички дизајнери су се ослањали на модне часописе, као што су Vogue и Vanity Fair, и на потребу да се облаче полуформално за време коктела. 
1948. Кристијан Диор је ову пословну хаљину означио као „коктел хаљину“, што је омогућило робним кућама да рекламирају посебно „коктел“ одећу и додатке, повећавајући раст модних бутика. Помама за културом коктела покренула је продају и коктел робе. 

## Композиција
Америчка коктел хаљина може бити било шта, од "мале црне хаљине" до хаљине са цветним принтом или обичне, кратке вечерње хаљине, све док се носи са додацима. То могу бити минђуше, бисерне огрлице, наруквице или брошеви. Иако је био јефтин, ношење великих количина сматрало се смелим и луксузним, посебно када се носи скромна хаљина. Поред тога, накит би се носио уз шешире. Рукавице су биле обавезне, требало је да буду модерно модерне и могу бити било које дужине, материјала или боје. Ципеле су обично биле са високим потпетицама, али вечерње сатенске сандале су такође биле уобичајене и могле су бити обојене у складу са бојом хаљине.

## Бонтон
Како су коктел журке постале врхунски, одећа је постала подложна строжијим смерницама, што је омогућило људима да лако разликују различите идентитете на забави: организатора, домаћице и супруге. Постојала су строга правила јер су жене морале да носе рукавице, домаћице нису смеле да носе додатке, а гости су морали да носе коктел шешире, али никада у затвореном простору. 